# Ferdinand Pascual
Ferdinand "Bong" Pascual (Filipinas, 30 de julio de 1970) es un árbitro de baloncesto filipino que ha dirigido en la Copa del Mundo FIBA y en los Juegos Olímpicos. En Filipinas ha arbitrado en la UNTV Cup y en la NCAA.

## Biografía y formación
Nacido el 30 de julio de 1970, pasó su infancia en Cabanatuan y se trasladó a Baguio para completar sus estudios en la Universidad de Baguio, donde integró el equipo universitario (Cardinals). Se tituló en Comercio y trabajó como auxiliar de enfermería antes de dedicarse por completo al arbitraje; incluso valoró estudiar Odontología.

## Carrera arbitral
Pascual arbitra en competiciones FIBA desde el 12 de noviembre de 2002. Ha dirigido en torneos de clubes y selecciones, con presencia destacada en la Copa del Mundo FIBA (2014, 2019) y en los Juegos Olímpicos de 2016 (Río) y 2020 (Tokio, disputados en 2021).

### Copas del Mundo FIBA
- España 2014: único colegiado asiático que avanzó más allá de la fase de grupos. Dirigió el Lituania–Nueva Zelanda (octavos, 76–71) y el Estados Unidos–Eslovenia (cuartos, 119–76).[3]
- China 2019: entre otros, arbitró Estados Unidos–Turquía (93–92, prórroga), Estados Unidos–Grecia (69–53), Francia–Estados Unidos (89–79, cuartos) y el partido por el bronce Francia–Australia (67–59).[10][11][12][13]

### Juegos Olímpicos
Fue designado para los Juegos de Río 2016 —segundo árbitro filipino en dirigir en unos Juegos tras Medardo Felipe (Los Ángeles 1984)— y para Tokio 2020 (celebrados en 2021), donde arbitró, entre otros, un Eslovenia–Japón.

## Actividad en Filipinas
Además de su labor internacional, Pascual ha arbitrado en la UNTV Cup y en la NCAA filipina.

## Partidos destacados (selección)
- FIBA WC 2014 – Octavos: Lituania 76–71 Nueva Zelanda.[3]
- FIBA WC 2019 – Preliminares: EE. UU. 93–92 Turquía (prórroga).[14]
- FIBA WC 2019 – Bronce: Francia 67–59 Australia.[15]
- JJ. OO. Tokio 2020 (2021): Eslovenia – Japón.[7]

## Vida personal
Está casado y tiene tres hijos.